# Stapelia
Stapelia L., 1753 è un genere di piante succulente della famiglia delle Apocinacee originario dell'Africa meridionale.

## Descrizione
Sono piante succulente a fusti inizialmente eretti, che iniziano a prostrarsi man mano che aumentano di lunghezza; dal fusto principale partono facilmente piccole diramazioni.

Il colore va dal verde chiaro fino ad arrivare al rosso scuro per alcune specie.
In estate produce grandi fiori generalmente a cinque lobi, di odore solitamente sgradevole. Sembra infatti che l'odore poco gradevole, simile a quello emesso dalla carne in putrefazione, attiri gli insetti pronubi e quindi ne faciliti l'impollinazione entomofila.

## Tassonomia
Il genere comprende le seguenti specie:

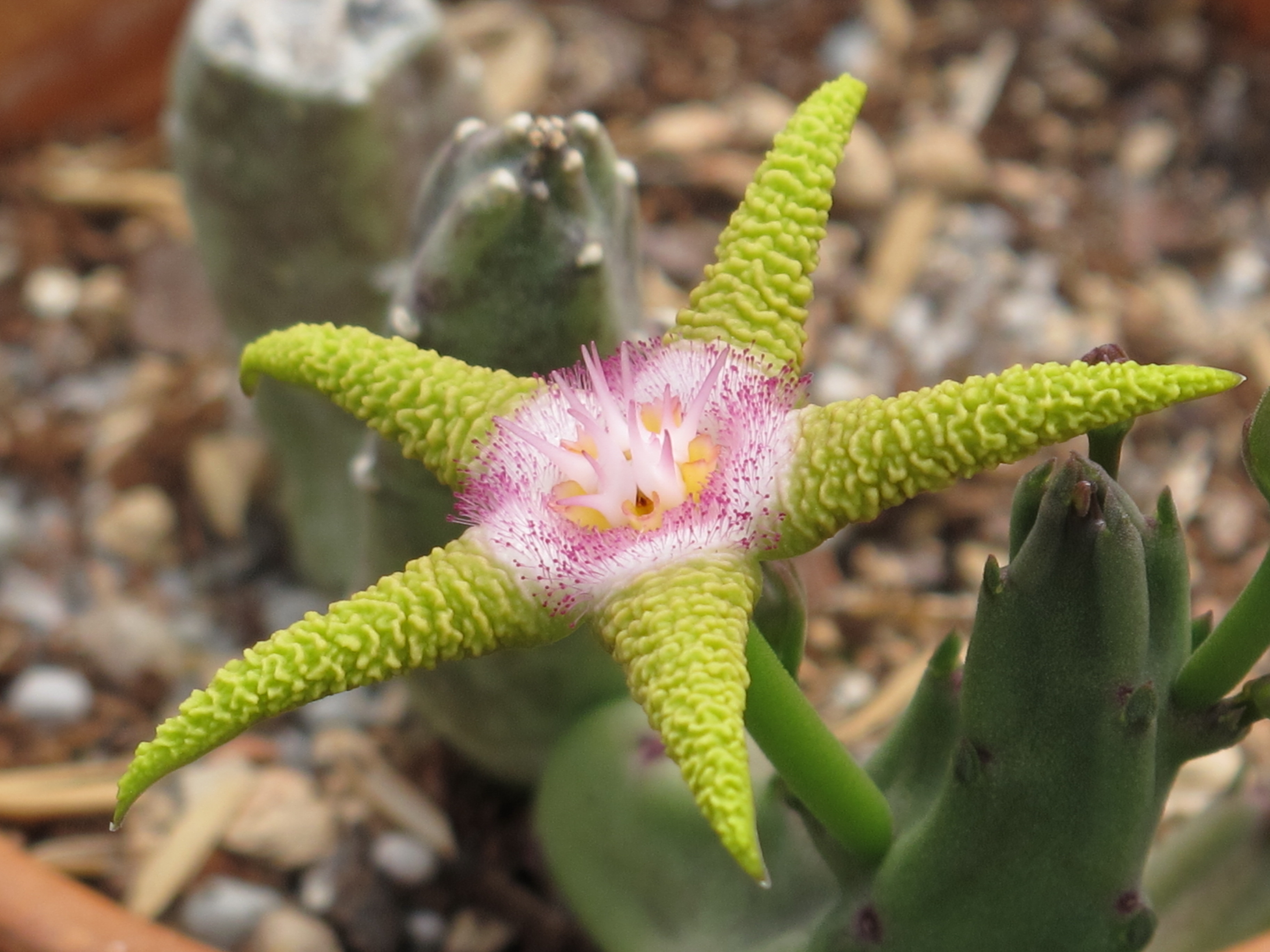
Stapelia flavopurpurea

- Stapelia acuminata Masson
- Stapelia arenosa C.A. Lückh.
- Stapelia asterias Masson
- Stapelia cedrimontana Frandsen
- Stapelia clavicorona Verd.
- Stapelia concinna Masson
- Stapelia divaricata Masson
- Stapelia engleriana Schltr.
- Stapelia erectiflora N.E. Br.
- Stapelia flavopurpurea Marloth
- Stapelia gettliffei Pott-Leend.
- Stapelia gigantea N.E. Br.
- Stapelia glanduliflora Masson
- Stapelia grandiflora Masson
- Stapelia hirsuta L.
- Stapelia kwebensis N.E. Br.
- Stapelia leendertziae N.E. Br.
- Stapelia × meintjiesii I.Verd.
- Stapelia obducta L.C. Leach
- Stapelia olivacea N.E. Br.
- Stapelia paniculata Willd.
- Stapelia parvula Kers
- Stapelia pearsonii N.E. Br.
- Stapelia pillansii N.E. Br.
- Stapelia remota R.A. Dyer
- Stapelia rubiginosa Nel
- Stapelia rufa Masson
- Stapelia schinzii Berger & Schltr.
- Stapelia similis N.E. Br.
- Stapelia surrecta N.E. Br.
- Stapelia unicornis C.A. Lückh.
- Stapelia villetiae C.A. Lückh.

## Coltivazione

### Esposizione
Pianta che vive bene in pieno sole avendo cura di proteggerla dai raggi solari nelle ore più calde della giornata. In inverno mal tollera temperature inferiori ai 5 °C.

### Annaffiature
Durante il periodo vegetativo (da marzo a settembre) innaffiare regolarmente circa una volta a settimana e comunque non lasciare inaridire il terreno per molti giorni. In inverno, se tenuta all'interno, tenere la pianta lontana dai caloriferi e continuare ad innaffiare regolarmente; se tenuta in clima freddo sospendere completamente le innaffiature.

### Substrato
Come per tutte le piante succulente, orientarsi verso una miscela di terriccio che offra un buon drenaggio, costituita da un 75% di lapillo o pomice e 25% di sostanza organica.